# Rebeca Lynn Tamez Jones
Rebeca Lynn Tamez Jones (Ciudad Victoria, Tamaulipas, 18 de octubre de 1975) representó a México en Miss Universo. Es hija de padre mexicano y madre estadounidense. Representó a su país en la edición de 1997 de Miss Universo, que se llevó a cabo el 16 de mayo de 1997 en Miami Beach, Florida, en los Estados Unidos. También fue ganadora de Nuestra Belleza México en ese mismo año.
Formó parte del grupo musical Garibaldi durante su última temporada.